# Język bilua
Język bilua (lub mbilua)  – język używany w Prowincji Zachodniej (Wyspy Salomona), na wyspie Vella Lavella. Według danych z 1999 roku posługuje się nim 8740 osób.
W odróżnieniu od większości języków Wysp Salomona nie należy do rodziny austronezyjskiej. Wraz z językami lavukaleve, savosavo i touo został zaliczony do języków centralnych Wysp Salomona. Niemniej część badaczy klasyfikuje go jako izolat, nie uznając pokrewieństwa tych języków. Znalazł się też w dawnej propozycji rodziny wschodniopapuaskiej.
Występuje pięć obszarów dialektalnych: bilua, kurikuri, java, dovere i joria. Dialekt bilua pełni funkcję standardu (został ustanowiony pod wpływem działalności misjonarzy), a samo określenie „bilua” zaczęło służyć jako nazwa całego języka.
W powszechnym użyciu jest też język neosalomoński (pijin). Znany jest również język angielski. Dawniej funkcję lingua franca pełnił austronezyjski język roviana.
Został opisany w postaci opracowania gramatycznego z 2003 r.  Istnieją też nieopublikowane materiały słownikowe (ok. 1960 r.). Jest zapisywany alfabetem łacińskim.